# NS-Baureihe SGM
Die Stadsgewestelijk Materieel (SGM) oder Sprinter (auch Plan Y und Mat ’74) waren elektrische Triebzüge für den Nahverkehr in den Niederlanden. Zwischen 1975 und 1980 baute die Waggonfabrik Talbot in Aachen 75 zweiteilige Züge für die Nederlandse Spoorwegen (NS). 1983 wurden 45 Einheiten mit einem Mittelwagen verlängert und 15 Dreiwagenzüge neu gebaut. Von 2003 bis 2009 wurden die Sprinter von Bombardier modernisiert und erhielten die Bezeichnung SGMm.

## Vorserie

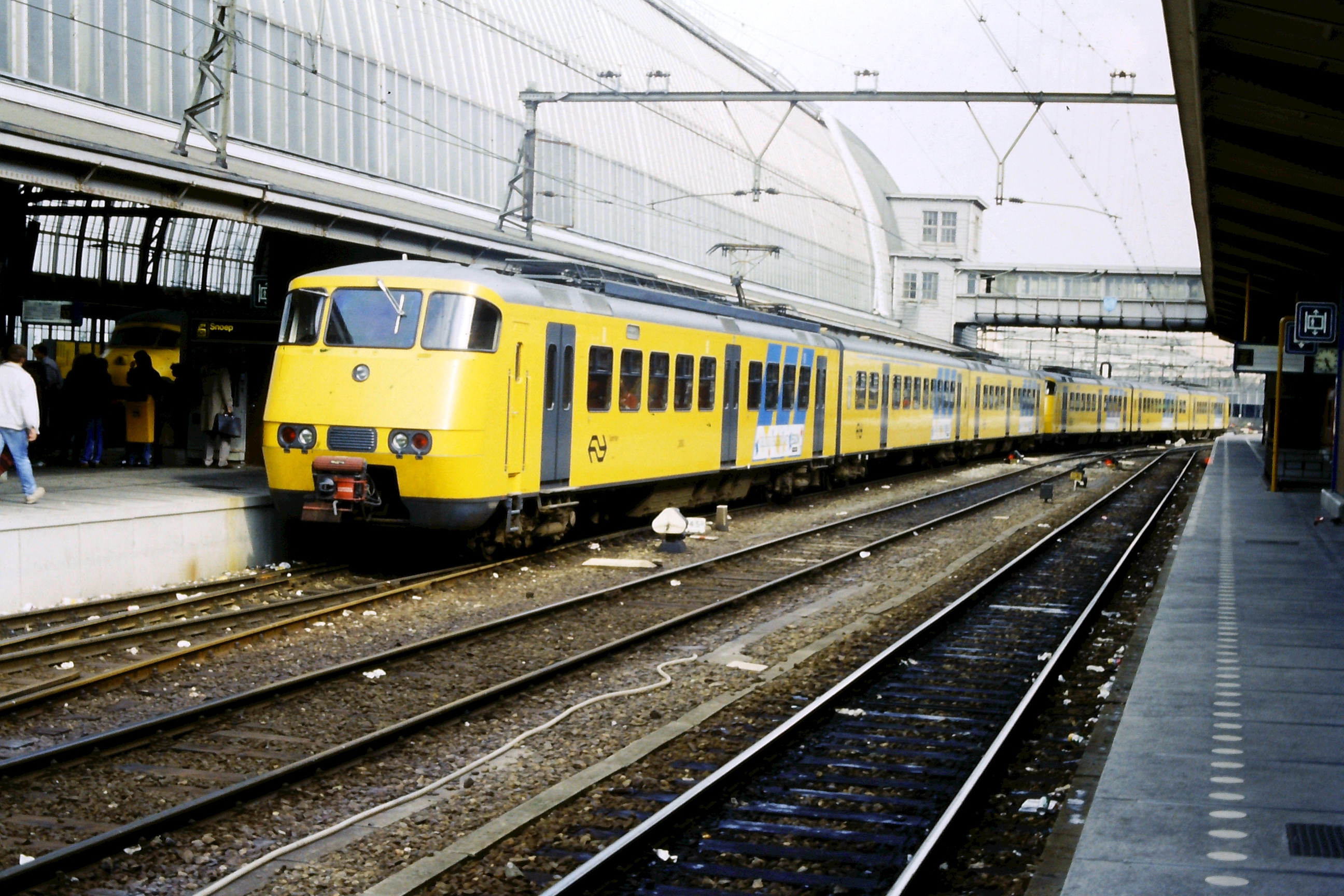
SGM in ursprünglicher Farbgebung in Amsterdam CS

Um 1970 planten die NS eine stärkere Trennung der Zugkategorien Stoptrein und Intercity. Für die kurzen Haltabstände des Stoptrein waren die Mat ’64 nicht mehr ausreichend. Stattdessen wurden neue Elektrotriebzüge mit mehr Türen und guter Beschleunigung benötigt. Daher erhielt Talbot 1972 den Auftrag, 15 Zweiwagenzüge eines derartigen Typs zu liefern. Zulieferer waren die SIG für die Drehgestelle und Holec für die elektrische Ausrüstung.
Alle Achsen der Triebzüge wurden mit 160 kW leistenden Motoren angetrieben, sodass die Züge in 75 Sekunden auf ihre Höchstgeschwindigkeit von 125 km/h beschleunigen konnten. Es gab keinen Übergang zwischen den beiden Wagen und keine Toiletten.

## Serienlieferung
Zwischen 1978 und 1980 wurde eine Serie von 60 Zweiwagenzügen geliefert. Diese Züge erhielten einen Durchgang zwischen beiden Teilen und eine Toilette. 1983 wurden 45 antriebslose Mittelwagen gefertigt und in die neuen Zweiwagenzüge eingereiht. Die Mittelwagen hatten nur zwei Türen pro Seite statt drei wie die Endwagen. Im gleichen Jahr wurden 15 Dreiwagenzüge in der gleichen Ausführung geliefert.

## Modernisierung
Nach über zwanzig Jahren Betrieb begann im Sommer 2003 ein Modernisierungsprogramm für die Fahrzeuge. Bis 2009 wurden alle Züge grundlegend überholt. Alle Mittelwagen erhielten eine zusätzliche Tür in der Wagenmitte und die Zweiwagenzüge der Probeserie wurden durchgängig begehbar umgebaut. Der Innenraum wurde überarbeitet und erhielt eine Klimatisierung und ein Fahrgastinformationssystem. Die Züge erhielten die blau-weiße Lackierung, die danach alle Sprinter-Züge erhielten.
Mit der Inbetriebnahme der SNG in großer Zahl wurden die SGM von 2018 bis 2021 vollständig ausgemustert. Der Zweiwagenzug 2133 blieb im Eisenbahnmuseum in Utrecht erhalten. Die übrigen Fahrzeuge wurden im Technisch Centrum Eindhoven ausgeschlachtet.

## Bilder

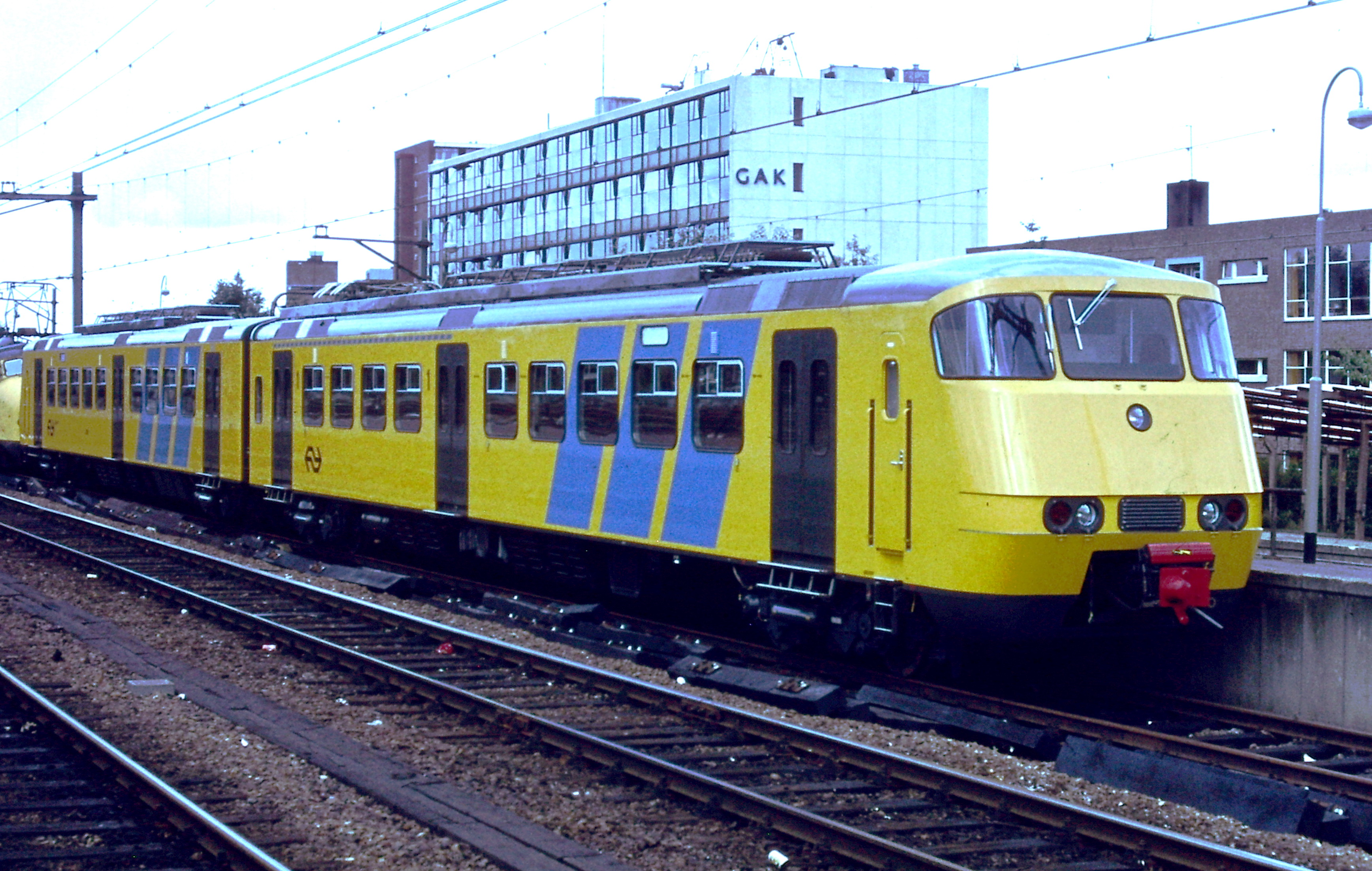
SGM der Vorserie
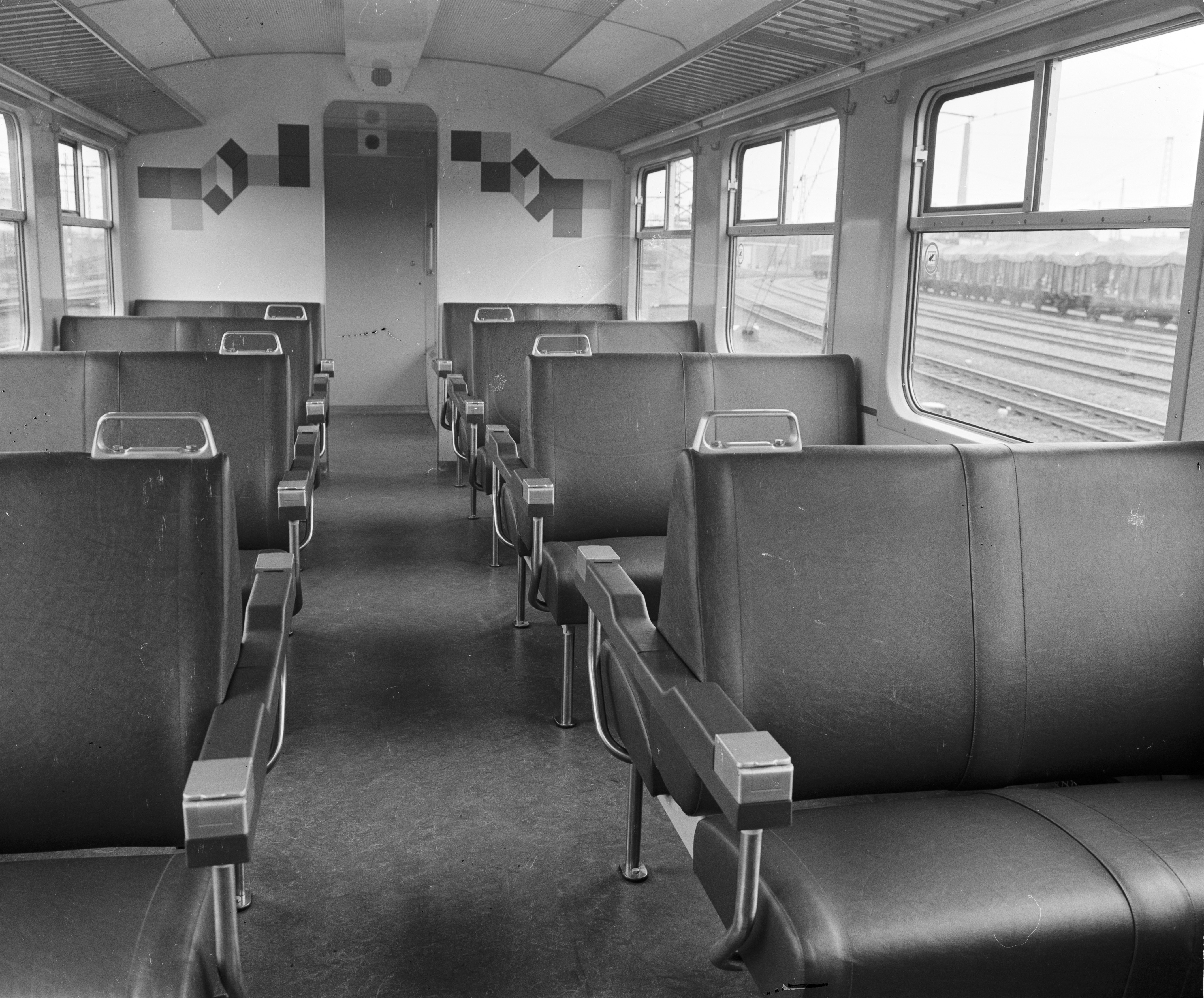
Innenraum vor der Modernisierung
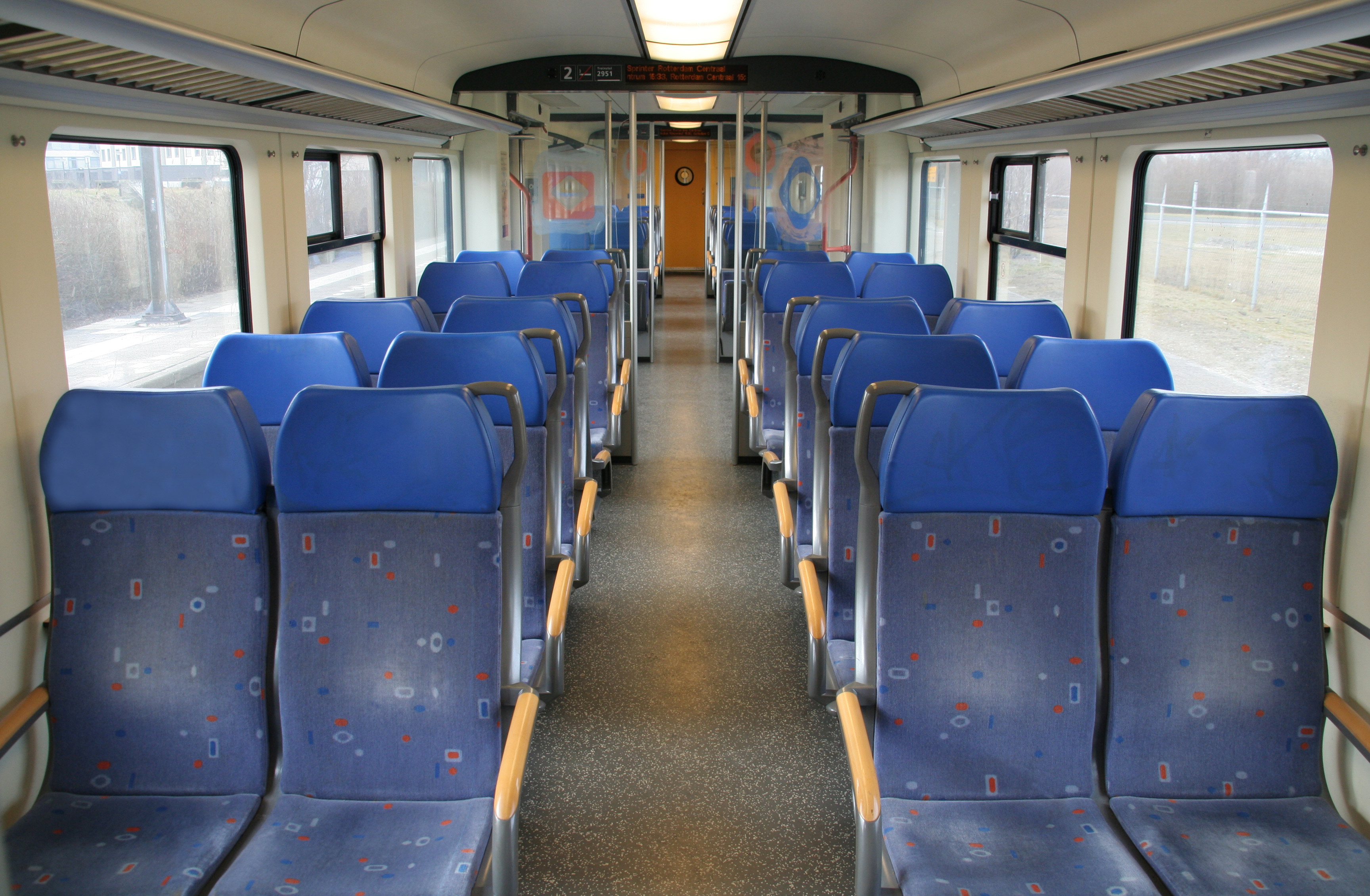
Innenraum der 2. Klasse nach der Modernisierung
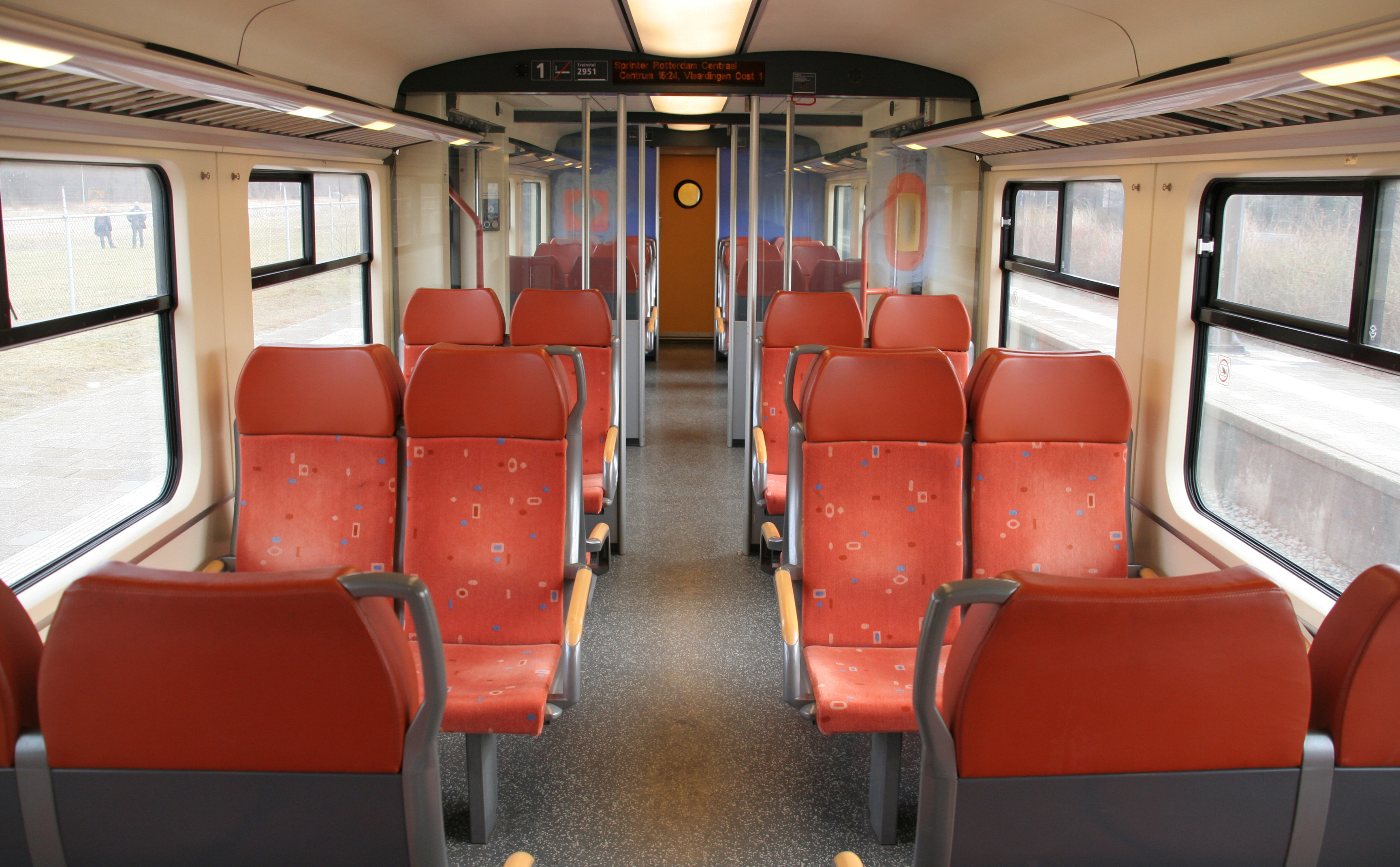
Innenraum der 1. Klasse nach der Modernisierung